# Метростроение
Метрострое́ние — строительная отрасль, занимающаяся сооружением метрополитенов.
В России и на постсоветском пространстве (в частности, Украине и в Казахстане) функционируют четыре организации, занимающиеся этим: Московский Метрострой, «Метрострой Северной Столицы» в Санкт-Петербурге; ранее существовал просто «Метрострой», но был обанкрочен; «Киевметрострой» и АО «Казметрострой».
Самой глубокой станцией в мире с 25 января 2022 года является «Хунъяньцунь» Чунцинского метрополитена  — более 116 м. До этого с 6 ноября 1960 года — открытия первой очереди Киевского метрополитена статус самой глубокой станции в мире принадлежал «Арсенальной», у которой, однако, в отличие от самой глубокой в СНГ «Адмиралтейской» (86 м) Петербургского метрополитена, глубина обусловлена не заложением станции, а возвышенностью местности. При этом сам по себе термин «станция глубокого заложения», согласно строительным нормам и правилам (СНиПам), означает не глубину станции как таковой, а закрытый способ её строительства: так, например, глубина станций «Охотный Ряд», «Библиотека имени Ленина» и «Кунцевская» Московского метрополитена, сооружённых закрытым и открытым способом, составляет 15, 12 и 37,6 м соответственно.
Станция «Тверская» Московского метрополитена — первая в мире пилонная трёхсводчатая глубокого заложения, открытая на действующем участке («Маяковская» — «Театральная») без остановки движения поездов и строительства обходных тоннелей.
Президентом России Владимиром Путиным 23 января 2023 года был учреждён День метростроителя, празднующийся 2 октября — в день основания Мосметростроя 2 октября 1931 года.

## Этапы строительства
В России основным нормативным документом при строительстве метрополитенов является СНиП 32-02-2003 «Метрополитены».
При строительстве метрополитенов условно можно выделять четыре этапа:
- Инженерные изыскания;
- Проектирование;
- Строительство;
- Сдача в эксплуатацию.

### Инженерные изыскания
На этом этапе происходит сбор сведений, необходимых для дальнейшей разработки технико-экономического обоснования, проекта и рабочей документации на строительство.
В состав изысканий для строительства метрополитенов должны входить:
- инженерно-геологические;
- инженерно-геодезические;
- инженерно-экологические;
- другие виды изысканий по необходимости.

### Проектирование
На этом этапе строительства на основании задания на проектирование, нормативных документов и данных инженерных изысканий осуществляется привязка сооружений метрополитена в плане и по глубине залегания, выбираются типы конструкций элементов и способы проходки подземных сооружений, составляется проектно-сметная документация. Если трасса туннеля проходит вблизи уже существующих объектов, то при необходимости разрабатываются методы инженерной защиты этих сооружений от шума, вибраций и блуждающих токов, возникающих при строительстве и эксплуатации линий метрополитена.

### Строительство

#### Подземные линии
Способы строительства подземных туннелей и станций метро в целом аналогичны способам строительства других подземных сооружений.
Различают «закрытый способ» строительства, без вскрытия дневной поверхности, и «открытый способ» при котором тоннели и станции строятся, соответственно, в траншеях и котлованах и после засыпаются грунтом.
Закрытый способ применяется при строительстве линий глубокого заложения, когда этого требуют гидрогеологические условия или необходимо сохранить ценную застройку в городах, а также когда применение открытого способа строительство сопряжено с экономическими потерями (например, в результате перекрытия уличного движения, переноса коммуникаций и т. д.), превышающими стоимость закрытого способа строительства. В иных случаях станции и перегоны мелкого заложения строят открытым способом. Для линий мелкого заложения в СНГ применяют также смешанный способ: станции сооружаются в котлованах открытым способом, а тоннели межстанционных перегонов — закрытым. Такой способ сочетает в себе большинство достоинств закрытого и открытого способов строительства.

### Сдача в эксплуатацию
Завершающий этап строительства, приём построенных объектов заказчиком. На этом этапе производится контроль соответствия фактических характеристик сооружений проектным.